# Gustave Garrigou
Gustave Garrigou (24. září 1884 – 28. ledna 1963) byl francouzský cyklista.
Dvojnásobný mistr Francie na silnici (1907, 1908). Na každé Tour vynikal, ale zvítězit dokázal pouze jednou. Bylo to v roce 1911, kdy vyhrál hned první etapu Paris-Dunkerque. V následující etapě o vedení přišel, ale po čtvrté etapě byl opět na čele a tam a vydržel až do posledního dne. Během Tour vzdali jeho největší konkurenti: François Faber, Louis Trousselier, Lapize Octave a Lucien Petit-Breton. Nijak to nesnižuje sportovní výkon, který Gustave Garrigou předvedl.

## Výsledky
Tour de France
- 1907 – 2. místo
- 1908 – 4. místo
- 1909 – 2. místo
- 1910 – 3. místo
- 1911 – 1. místo
- 1912 – 3. místo
- 1913 – 2. místo
- 1914 – 5. místo.

Zvítězil v 8 etapách.
Vítězství v klasikách
- 1907 – Paris-Bruxelles, Giro di Lombardia
- 1911 – Milan-San Remo

Světová válka ukončila jeho kariéru v roce 1914.